# Astragalus glomeratus
Astragalus glomeratus es una especie de planta del género Astragalus, de la familia de las leguminosas, orden Fabales.

## Distribución
Astragalus glomeratus se distribuye por Siberia, Kazajistán y Mongolia.

## Taxonomía
Fue descrita científicamente por Ledeb. Fue publicada en Fl. Altaic. 3: 327 (1831).